# دب الكيرمود
دب الكيرمود (الاسم العلمي: Ursus americanus kermodei) هو نويع من الدب الأسود الأمريكي وهو معروف باسم دب الروح، يتواجد في السواحل الوسطى والشمالية من كولومبيا البريطانية، ويشار إلى أن عُشر أعدادها بيضاء اللون أو ملونة ويرجع ذلك إلى أليل متنحي مشترك في الدببة، وهي ليست دببة مهقاء، وهي ليست دببة قطبية أو الشقراء من دببة جزر أي بي سي في ألاسكا.

## التسمية
سبب تسميتها بدببة الروح أنها كانت في أساطير الأمم الكندية الأولى والهنود الحمر تحمل مكانًا بارزًا في معتقداتهم. والتي تأتي كشكل روح بيضاء اللون.

## غذائه
يتكون 95٪ من النظام الغذائي لدب الكيرمود من سمك السلمون والتي هي وفيرة في الجزر، سمك السلمون مهم جدًا عندما يتعلق الأمر بتسمين الدببة حتى لوضع الإسبات، كما أنها تتغذى على النباتات الخضراء، والتوت، والمكسرات، والحشرات.

## الحجم
يبلغ حجم ذكر الكيرمود وزن 225 كغ أما الإناث فيبلغ حجمها 135 كغ ويصل طولهما حوالي 180 سم. تمامًا مثل غيرها من الدببة السوداء دببة الكيرمود بطيئة في التكاثر. يقومون بالسبات في الأشجار القديمة الجوفاء عادة من نوفمبر إلى مارس، والأنثى تلد في أي مكان 1-4 أشبال في حين لا تزال في وضع الإسبات. إنها تزن حوالي 1/2 رطل عند الولادة وتبقى مع والدتهم لمدة 2 سنة.

## الانقراض
نتيجة لفقدان الموائل، وقطع الأشجار، وسوء الإدارة، والتهجين مع النوع الرئيسي تعتبر الدببة السوداء التي لا تحمل هذا الجين فريدة من نوعها، دببة الكيرمود تواجه الانقراض في نهاية المطاف، أقل من 200 ممن هم باللون الأبيض، وقد يعيش الدب الكيرمود من 20 إلى 25 عامًا في البرية.

## الأعداد
تشير التقديرات إلى أن هناك أقل من 400 دب كيرمود في منطقة الساحل التي تمتد من جنوب شرق ألاسكا إلى الطرف الشمالي من جزيرة فانكوفر، حوالي 120 تسكن جزيرة الأميرة الملكية لبرنس روبرت.